# Mehran Karimi Nasseri
Mehran Karimi Nasseri (en persa: مهران کریمی ناصری‎, Masjed Soleyman, Irán, 1945-Paris, Francia, 12 de noviembre de 2022), conocido como Sir Alfred Mehran, fue un refugiado iraní que vivió en la sala de salidas de la terminal 1 del aeropuerto de París-Charles de Gaulle desde el 8 de agosto de 1988 hasta julio de 2006, cuando fue hospitalizado por causas desconocidas.

## Biografía
Nació en el campamento de la Compañía de petróleo anglo-iraní, situado en Masjed Soleyman. Su padre era un médico iraní que trabajaba para la compañía, y su madre era una enfermera escocesa que trabajaba en las mismas instalaciones. Llegó al Reino Unido en septiembre de 1973, con 31 años, para estudiar Estudios Yugoslavos en la Universidad de Bradford.
En esta etapa participó en protestas contra Mohammed Reza Pahlevi, el Shah de Irán, en 1974. Volvió a Irán el 7 de agosto de 1975 después de que se detuvieran los ingresos para sus costes universitarios. Según sus palabras, al llegar al hospital internacional de Teherán, fue llevado directamente a la prisión de Evin por la policía secreta iraní (SAVAK), donde fue detenido y torturado durante cuatro meses antes de ser expulsado del país.[cita requerida]

## Rondando por Europa solo
Al volver a Europa, pidió asilo en Berlín Oeste y en los Países Bajos en 1977, pero fue rechazado. En 1978 solicitó asilo en Francia, pero fue rechazado de nuevo. Más tarde también perdió la apelación. Le ocurrió lo mismo en Yugoslavia e Italia. Al intentarlo en Francia por segunda vez en 1980 apelando tras ser rechazado, esa apelación fue rechazada asimismo. Su petición de asilo fue rechazada en el Reino Unido. Nasseri fue expulsado del Reino Unido e intentó ir a la Alemania Occidental, siendo expulsado en la frontera belga antes de ser aceptado por este país.
El 7 de octubre de 1980, su petición de asilo fue aceptada por el alto comisionado de las Naciones Unidas para los refugiados en Bélgica. Nasseri vivió en Bélgica hasta 1986, cuando decidió mudarse al Reino Unido. Afirma que fue asaltado y su bolsa fue robada mientras esperaba en el andén para ir al aeropuerto Charles de Gaulle a tomar un vuelo hacia Heathrow. Nasseri consiguió tomar el avión; pero, al llegar a Heathrow sin la documentación necesaria, los funcionarios de Heathrow le mandaron de nuevo al Charles de Gaulle. Nasseri fue incapaz de probar su identidad o su condición de refugiado a los franceses, por lo que sería trasladado a la zona de espera, un espacio dedicado a los viajeros sin documentación.

## La vida en la Terminal 1

Sitio de residencia de Nasseri en la Terminal 1 del aeropuerto Charles de Gaulle.

Su caso fue tomado por el abogado de derechos humanos Christian Bourget y en 1992 un tribunal francés sentenció que Nasseri no podría ser expulsado de Francia porque había entrado al país legalmente como refugiado. Con todo, el tribunal no podía forzar al Estado francés a dar a Nasseri la condición de refugiado o permiso de tránsito; así que Nasseri permaneció en estado irregular dentro del edificio de la terminal del aeropuerto.
El abogado Bourget instó al Gobierno belga a que mandara los papeles originales de Nasseri. Sin embargo, los funcionarios encargados de los refugiados se negaron a enviarlos a Francia, aduciendo que Nasseri debía presentarse en persona para poder identificarle como el mismo hombre al que ellos habían enviado los papeles originales. Según la ley belga, un refugiado que deja voluntariamente el país no está autorizado a volver y, por lo tanto, el Gobierno belga no permitió a Nasseri viajar de vuelta a Bélgica a reclamar los papeles. En 1995 el Gobierno belga ofreció un trato a Nasseri, quien sería autorizado a viajar a Bélgica a recuperar sus papeles de refugiado si se quedaba a vivir en el país bajo la supervisión de un trabajador social. Nasseri se negó aduciendo que él no quería vivir en Bélgica, sino en el Reino Unido.
En 1999 el Gobierno francés otorgó a Nasseri un permiso temporal de residencia y un pasaporte de refugiado, dándole la oportunidad de vivir en Francia y permitiéndole finalmente dejar el aeropuerto. No obstante, Nasseri se negó a firmar los papeles necesarios, afirmando que estos no le reconocían correctamente. Su negación a firmar los papeles fue tal vez por culpa de su débil estado psicológico, pues había empezado a afirmar que no era iraní y que no era capaz de hablar persa. También había empezado a llamarse a sí mismo “Sir Alfred”. En algún momento había recibido una carta de las autoridades británicas que comenzaba de ese mismo modo, “Sir Alfred…”, y desde ese momento Nasseri afirmó que ese era su nombre oficial.
En 2003, la productora DreamWorks de Spielberg pagó 250.000 dólares a Nasseri por los derechos de su historia, pero finalmente no la utilizó en la película The Terminal.
A lo largo de los años Nasseri se había acostumbrado a su vida en la terminal del aeropuerto. El personal del aeropuerto a veces le limpiaba la ropa y llegaron a donarle un sofá. Pasaba la mayor parte del día escuchando la radio, estudiando economía, leyendo libros y escribiendo su diario.

## Últimos años
La estancia de Nasseri en el aeropuerto acabó en 2006, cuando fue hospitalizado y desmantelaron su alojamiento. Allí fue atendido por la rama local de la Cruz Roja francesa del aeropuerto Charles De Gaulle, y luego se le alojó en un hotel cercano durante unas semanas. El lunes 5 de marzo de 2007, se le trasladó al centro de acogida de Emaús en el distrito 20 de París, donde vivió desde entonces. Poco antes de su fallecimiento en 2022, había vuelto a residir en uno de los terminales del aeropuerto.

## Autobiografía
En 2004 se publicó la autobiografía de Nasseri, The Terminal Man (ISBN 0-552-15274-9), a partir del diario escrito por Nasseri durante su estancia en la Terminal 1 y coescrito con el autor británico Andrew Donkin. Fue publicado en el Reino Unido, Alemania, Polonia, Japón y China, siendo reseñado en The Sunday Times como "profundamente perturbador y brillante".

## Nasseri en la cultura popular
La vida de Nasseri inspiró la película de Philippe Lioret titulada Tombés du ciel (1993, título en España: En tránsito), protagonizada por Jean Rochefort y estrenada internacionalmente con el título Lost in Transit. El cuento "La escala de quince años", escrito por Michael Paterniti y publicado en GQ y The Best American Non-Required Reading, narra la vida de Nasseri. El director irano-finlandés Alexis Kouros hizo un documental llamado Waiting for Godot at De Gaulle en el año 2000.

### Sir Alfred of Charles De Gaulle Airport
Glen Luchford y Paul Berczeller hicieron el falso documental Here to Where (2001), también con Nasseri. Hamid Rahmanian y Melissa Hibbard filmaron un documental llamado Sir Alfred del aeropuerto Charles De Gaulle (2001).

### The Terminal
Nasseri fue la inspiración detrás del personaje Viktor Navorski (Tom Hanks) de la película de Steven Spielberg de 2004 The Terminal. Sin embargo, ni los materiales publicitarios, ni las "características especiales" del DVD ni el sitio web de la película mencionan la situación de Nasseri como inspiración para la película. A pesar de esto, en septiembre de 2003, The New York Times señaló que Steven Spielberg había comprado los derechos de la historia de su vida como base para The Terminal. The Guardian indica que la productora de Spielgberg, Dreamworks, pagó 250.000 dólares a Nasseri por los derechos de su historia e informó que, en 2004, tenía un cartel publicitario de la película de Spielberg colgando de su maleta junto al banco. Según los informes, Nasseri estaba entusiasmado con The Terminal, pero era poco probable que alguna vez hubiera tenido la oportunidad de verlo en los cines.

### Flight
La historia de Nasseri también fue la inspiración para la ópera contemporánea Flight del compositor británico Jonathan Dove, que ganó el premio Helpmann en el Adelaide Festival Theatre en marzo de 2006.

## Fallecimiento
Nasseri falleció de causas naturales el 12 de noviembre de 2022 en una de las terminales del Aeropuerto de París-Charles de Gaulle, a los 77 años.